# Dave Brown (football américain)
 (janvier 2024).
Si vous disposez d'ouvrages ou d'articles de référence ou si vous connaissez des sites web de qualité traitant du thème abordé ici, merci de compléter l'article en donnant les références utiles à sa vérifiabilité et en les liant à la section « Notes et références ».
Pour les articles homonymes, voir Dave Brown et Brown.
College Football Hall of Fame 2007
(en) Statistiques sur pro-football-reference
David Steven Brown (né le 16 janvier 1953 à Akron et mort le 10 janvier 2006 à Lubbock) est un joueur et entraineur américain de football américain.

## Enfance
Brown commence à la Akron's Garfield High School où il est repéré à la fin de ses études par l'université du Michigan.

## Carrière

### Université
Il étudie ensuite à l'université du Michigan, jouant avec les Wolverines dans l'équipe de football américain. Il est sélectionné trois fois dans l'équipe de la conférence Big 10 de la saison et nommé All-American en 1974.

### Professionnel
Dave Brown est sélectionné au premier tour du draft de la NFL de 1975 par les Steelers de Pittsburgh au vingt-sixième choix. Il ne reste que sa saison de rookie avec Pittsburgh, entrant au cours de treize matchs. Il quitte la franchise et signe avec les Seahawks de Seattle où lors de la saison 1976, il est titularisé au poste de safety avant d'être placé au poste de cornerback, gardant cette place pendant dix saisons. Il reste célèbre en NFL pour être le seul joueur de l'histoire à avoir marqué deux touchdowns dans le même match après avoir intercepté deux passes le 4 novembre 1984 contre les Chiefs de Kansas City. Lors de cette saison, il est sélectionné pour son seul Pro Bowl.
Il signe en 1987 avec les Packers de Green Bay où il est titulaire toujours au poste de cornerback. Il quitte le football professionnel après la saison 1989, totalisant 216 matchs dont 203 comme titulaire, soixante-deux interceptions, cinq touchdowns, deux fumbles, douze récupérés ainsi qu'un safety.

### Entraîneur
En 1992, Brown est élu dans le cercle d'honneur des Seahawks de Seattle lors de la même année où il est annoncé comme entraineur des defensive backs. Il quitte cette fonction six ans plus tard. En 2000, il est nommé dans l'équipe du siècle de l'université du Michigan.
En 2001, il est nommé entraineur des defensive back de l'université de Texas Tech à Lubbock. Il remporte le Tangerine Bowl 2002 après une victoire contre les Tigers de Clemson, la Marine lors du Houston Bowl 2003 et les Golden Bears de Californie lors du Holiday Bowl 2004. Le dernier bowl de Brown est une défaite lors du Cotton Bowl 2006 contre les Crimson Tide de l'Alabama.

## Décès
Le 10 janvier 2006, Brown fait un arrêt cardiaque à Lubbock alors qu'il joue au basket-ball avec son fils. Il décède six jours avant son anniversaire.